# Julius Rittmeyer
Julius Rittmeyer (* 31. Januar 1809 in Hannover; † nach 1850; vollständiger Name Friedrich Wilhelm (Julius) Rittmeyer) war ein deutscher Goldschmied.

## Leben
Julius Rittmeyer wurde im Kurfürstentum Braunschweig-Lüneburg zur sogenannten „Franzosenzeit“ als Sohn eines Mitglieds des hannoverschen Hokenamts geboren. Am 1. November 1827 ist er als Gehilfe bei Georg Julius Friedrich Knauer nachweisbar. In den Adreßbüchern der königlichen Haupt- und Residenzstadt Hannover wurde er in den Jahren von 1829 bis 1850 als Gold- und Silberarbeiter geführt. In diesem Zeitraum wurde er 1837 Meister seines Fachs. Später war er Lehrherr von Christian Louis Hartmann.
Am 25. Juni 1843 heiratete Rittmeyer in der Marktkirche die aus Herrenhausen stammende Charlotte Friederike Louise Metz.
Im hannoverschen Adressbuch für das Jahr 1850 wurde Frid. Wilh. Rittmeyer als Goldarbeiter in der Calenberger Neustadt im Haus Bäckerstraße 61 geführt.

## Bekannte Werke
- Ein gepresster Tortenheber im Stil des Zweiten Barocks wurde 1957 in der Ausstellung Bürgerliche Kultur mit der Katalog-Nummer 180 im Historischen Museum Frankfurt gezeigt.[1]